# Auke Sybenga
Auke Anton Sybenga (Woltersum, 30 juli 1920 - Wöbbelin (Duitsland), 6 april 1945) was een Nederlands verzetsstrijder in de Tweede Wereldoorlog. Hij was lid van de verzetsgroep Albrecht.
In 1939 slaagde Sybenga voor de toelating tot het 2de studiejaar van de Koninklijke Militaire Academie. In 1940, na de capitulatie, ging hij studeren aan de Landbouwhogeschool in Wageningen. Daar raakte hij betrokken bij het studentenverzet en dook onder. Via Roosendaal en Tilburg kwam hij terecht in Bennekom.
Sybenga werd op 21 november 1944 door de SD gearresteerd samen met Johan Looijen. Ze werden via Utrecht naar Kamp Amersfoort gebracht, en vandaar op transport gezet naar Neuengamme. Zijn nummer daar was 70748.
In de aula van de universiteit in Wageningen is een gedenksteen waar ook zijn naam op vermeld staat.